# 138-я танковая бригада
 138-я отдельная танковая бригада  — танковая бригада Красной армии в годы Великой Отечественной войны.
Сокращённое наименование — 138 отбр.

## Формирование и организация
138-я танковая бригада была сформирована на основании Директивы № 723499сс от 15.02.1942 г. в Северо-Кавказском ВО (Минеральные Воды) на базе 225-го и 226-го отд. танковых батальонов.
8 июня 1942 г. убыла на Северо-Кавказский фронт.
12 августа 1942 г. находилась в подчинении 62-й армии. В сентябре 1942 г. в составе 14-го тк в резерве Закавказского фронта в районе Тбилиси.

## Боевой и численный состав
Бригада сформирована по штатам №№ 010/345-010/352 от 15.02.1942 г.:
- Управление бригады [штат № 010/345]
- 1-й отд. танковый батальон [штат № 010/346] бывший 225-й отд. танковый батальон
- 2-й отд. танковый батальон [штат № 010/346] бывший 226-й отд. танковый батальон
- Мотострелково-пулеметный батальон [штат № 010/347]
- Противотанковая батарея [штат № 010/348]
- Зенитная батарея [штат № 010/349]
- Рота управления [штат № 010/350]
- Рота технического обеспечения [штат № 010/351]
- Медико-санитарный взвод [штат № 010/352]

## Подчинение
Периоды вхождения в состав Действующей армии:
- с 09.06.1942 по 29.09.1942 года.

| Дата            | Фронт (округ)                  | Армия | Корпус               | Дивизия | Бригада | Примечания |
| --------------- | ------------------------------ | ----- | -------------------- | ------- | ------- | ---------- |
| 01.04.1942 года | Северокавказский военный округ |       |                      |         |         |            |
| 01.05.1942 года | Северокавказский военный округ |       |                      |         |         |            |
| 01.06.1942 года | РВГК                           |       | 14-й танковый корпус |         |         |            |
| 01.07.1942 года | Юго-западный фронт             |       | 14-й танковый корпус |         |         |            |
| 01.08.1942 года | Северокавказский фронт         |       | 14-й танковый корпус |         |         |            |
| 01.09.1942 года | Закавказский фронт             |       | 14-й танковый корпус |         |         |            |

## Командиры

### Командиры бригады
- Нестеров Фёдор Романович, подполковник (09.08.1942 ранен и умер от ран), 09.06.1942 - 09.08.1942 года.[1]
- Труфанов Андрей Иванович, полковник (в сентябре 1942 погиб в бою).[2]
- Макаров Николай Павлович, майор. врид. 09.08.1942 - 01.10.1942 года.[3]

### Начальники штаба бригады
- Макаров Николай Павлович, майор, 00.07.1942 - 09.08.1942 года.
- Уткин Владимир Васильевич, капитан, 09.08.1942 - 00.10.1942 года.[4]

### Заместитель командира бригады по строевой части
- Наговицын Степан Петрович, подполковник, 00.05.1942 - 00.07.1942 года.

### Начальник политотдела, заместитель командира по политической части
- Барханов Николай Павлович, батальонный комиссар,19.03.1942 - 01.10.1942 года.